# Tmarus taiwanus
Tmarus taiwanus es una especie de araña cangrejo del género Tmarus, familia Thomisidae.

## Distribución
Esta especie se encuentra en China y Taiwán.